# Eumerus roborovskii
Eumerus roborovskii är en tvåvingeart som beskrevs av Stackelberg 1952. Eumerus roborovskii ingår i släktet månblomflugor, och familjen blomflugor. Inga underarter finns listade i Catalogue of Life.